# 가평 운석
가평 운석(加平 隕石, 영어: Gapyeong meteorite)는 1999년 11월 경기도 가평군 가평읍 칼봉산 용추계곡에서 임도 작업 중에 발견된 철운석이다. 서울대학교 운석연구실에서 감정하여 운석임을 확인하였다. 낙하 지점과 일시는 확인되지 않았다. 가평 운석은 2014년 7월 25일 국제운석학회에 공식 등록되었다.

## 구성
대한민국에서 발견된 운석 중 유일한 철운석으로, 운석의 광물 조성은 대부분 철-니켈로 이루어져 있다. 트로일라이트(troilite, FeS), 슈라이버사이트(schreibersite, (Fe,Ni)3P), 흑연(graphite, C), 코헤나이트(cohenite, (Fe,Ni,Co)3C) 등이 포획물처럼 포함되어 있다. 운석의 크기는 40x30x20cm, 질량은 약 180kg으로, 대한민국에서 발견된 가장 무거운 운석이다. 가평 운석은 5개의 조각으로 절단되었으며, 각각의 질량은 72.45kg, 21.70kg, 44.02kg, 34.02kg, 8.3kg이다. 2017년 국립중앙과학관에서 매입하여 2018년 6월 8일부터 국립중앙과학관 자연사관에서 가장 큰 72.45kg 표본을 전시중이다.

## 같이 보기
- 진주 운석